# I’m the Leader of the Gang (I Am)
«I’m the Leader of the Gang (I Am)» — песня Гари Глиттера, написанная им в соавторстве с продюсером Миком Линдером, записанная в 1973 году и выпущенная лейблом Bell Records синглом. «I’m the Leader of the Gang» стал пятым хитом Глиттера в UK Singles Chart и первым, возглавившим списки: в июле 1973 году он на протяжении четырёх недель удерживал первое место в британском хит-параде. Песня не вошла в первый виниловый вариант дебютного альбома Glitter, но была включена в переиздание бонус-треком.

## История
Благодаря успеху песни у Глиттера появились новые прозвища: сначала — Leader of the Gang (с англ. — «Лидер банды»), затем — просто The Leader. Как отмечал рецензент Allmusic, если «сингл уже сам по себе явился откровением, то на концертах песня взмыла к новым высотам: её рефрен зрители начинали скандировать задолго до выхода самого Лидера на сцену, и продолжала делать это после того, как он уходил».

## Отзывы критики
Дэйв Томпсон (Allmusic) называет «I’m the Leader of the Gang (I Am)» одной из «самых запоминающихся, узнаваемых и триумфально успешных — песен, когда-либо созданных». «Rock’n’Roll мог быть жёстче, I Love You Love Me Love — красноречивее, Do You Wanna Touch Me — неприличнее, но если существует один сингл, полностью вобравший в себя всё, что означает Гари Глиттер — для фэнов, истории, британской культуры в целом, — так это именно он», — заключает критик.

## Участники
- Gary Glitter — вокал
- John Hudson — звукоинженер
- Mike Leander — продюсер, мультиинструменталист.

При том, что участники Glitter Band аккомпанировали певцу на гастролях, все партии всех инструментов в хитах начала 1970-х годов исполнил в студии мультиинструменталист Майк Линдер

## Издания
- 1973 — Glitter (Bonus Tracks, Bell 3:26)
- 1974 — Remember Me This Way (Air Mail Music)
- 1975 — Gary Glitter (CLC 0004)
- 1980 — The Leader
- 1987 — C’mon C’mon (Party Album) (Telstar)
- 1988 — Live + Alive
- 1989 — Gary Glitter’s Gangshow: The Gang, The Band, The Leader (Castle Music Ltd.)
- 1990 — Greatest Hits (Rhino)
- 1990 — Rock 'n' Roll: The Best of Gary Glitter (Rhino)
- 1990 — Rock and Roll: Gary Glitter’s Greatest Hits (Rhino)
- 1991 — Back Again: The Very Best (Pickwick)
- 1994 — Many Happy Returns: The Hits (FAME)
- 1994 — Sounds of the '70s (Castle Music Ltd.)
- 1994 — Stardust: Glam, Vol. 1 (Stardust Records)
- 1994 — Ultimate Party Album (Import)
- 1995 — Glam Years (Laurence Myers)
- 1996 — Sensational Seventies, Vol. 2 (Time Warner)
- 1999 — Cold Feet (Varèse Sarabande)
- 2000 — Greatest Hits of the 70’s (Disky)
- 2001 — Complete Collection (Disky)
- 2001 — The Best of Gary Glitter (Simply the Best) (Disky)
- 2001 — The Ultimate Gary Glitter (Big Eye Music)
- 2003 — Box of Rock (Red X)
- 2003 — Seventies Complete (EMI)
- 2004 — Absolute Party Party (Music For Pleasure)
- 2008 — Made in the 70’s (ZYX Music)

## Кавер-версии
- The Methadones, 21st Century Power Pop Riot LP.
- Brownsville Station, School Punks (1974).
- Peter and the Test Tube Babies, Pissed and Proud (1982).
- Girlschool & Gary Glitter, Nightmare at Maple Cross (1986).
- Spice Girls, Spice World.

## Видео
- I’m the Leader of the Gang (I Am). — Gary Glitter, 1973.